# Dobrá Voda (Orlické Podhůří)
Dobrá Voda (německy Gutwasser) je malá vesnice v okrese Ústí nad Orlicí. Leží 4,5 kilometru severozápadně od města Ústí nad Orlicí.
V katastrálním území Dobrá Voda u Orlického Podhůří se nachází část osady Klopoty, osady Bezpráví a Luh. Dobrou Vodou vede silnice z Ústí nad Orlicí do Brandýsa nad Orlicí. Vesnice leží v kopcích na úpatí vrchu Hůrka v nadmořské výšce 430 metrů.

## Historie
První písemná zmínka o vesnici pochází z roku 1506.

## Pamětihodnosti
- Kamenný kříž u kaple z roku 1870. Následné opravy z roku 1941 a 2014
- Kaple Korunování Panny Marie
- Pomníček tří obětí letecké katastrofy ze dne 27. července 1948 na kopci Hůrce nad vsí